# 白鳥士郎
白鳥士郎（日语：／ Shiratori Shirō，1981年—），日本男性小說家。他主要透過輕小說出版社發表作品。出身於岐阜縣多治見市。

## 來歷
岐阜縣立多治見北高等學校、金澤大學法學系畢業。名城大學研究所法務研究系畢業。他在研究生2年級時開始寫小說。
2008年，白鳥士郎以（SB Creative〈GA文庫〉）首次商業亮相。
2012年，他以《農林》獲得第1屆店員最愛輕小說大獎。
2016年7月，以《龍王的工作！》獲得第28屆將棋筆會大獎文藝部門優秀獎。
2018年3月，他在《龍王的工作！》第8冊的後記中，透露已經與一位比自己小7歲的書店店員結婚（雖然實際上他們於2017年就已登記結婚）。婚禮於《龍王的工作！》動畫結束後的5月12日舉行。
2019年2月11日，宣布第一個孩子出生，是個女兒。
2022年4月10日，宣布第二個孩子出生，是個兒子。
因為與《龍王的工作永無止境》的緣故，他偶爾也會擔任將棋比賽的觀戰記者，並於2018年（平成30年）4月撰寫了「第3屆叡王戰決賽七局賽第1場 金井浩太對決高見泰地」的報道（niconico新聞）。2019年，他獲得第31屆將棋筆會大獎觀眾報道部門大獎。

## 人物
他曾經住在家鄉多治見市，但截至2018年目前居住在名古屋市。
他開始寫小說的最初動機是「為了賺錢」。具體來說，除了籌集學費之外，由於需要照顧家人，他需要找一份可以在家做的工作，所以他選擇了成為輕小說作家的道路。因此，他表示，出道以來很長一段時間以來，「我都是抱著『我認為這會受到好評』的想法來寫東西，但從來沒有抱著『這是我想要寫的！』的想法來寫東西」，而《龍王的工作！》是他「打從心底抱著『這是我想要寫的！』來寫的」的第一部作品。
他原本想從事法律相關的工作，但讀了12年的大學後卻沒能考上，之後他繼續在恩師的律師事務所工作，同時繼續從事寫作事業。
原本他「對寫輕小說是有些看不起的」，據他所說，出道後的一段時間裡，「我不想讓人知道我在寫作，所以我在個人資料裡改了我的名字、家鄉和出生日期」。因此，他的一些舊資料顯示，「出生於1977年」、「出身於石川縣金澤市」、「大學畢業後，曾在一家生產投幣式停車場的止衝擋的公司工作」。不過，在《農林》第3冊發行時，他的照片被刊登在報紙上，周圍的人發現他在寫小說，便不再偽造個人資料。他還表示，在2015年至2016年期間，他的祖父和母親相繼去世，當他得知他們對他的工作感到多麼自豪時，他決定改變自己的態度，並稱「這等於否定了撫養我的母親和祖父的生命」。母親的去世對他的打擊特別大，他後來評論說「我獲得了一個獎項（獲獎作品是《龍王的工作！》），並決定將其製作成動畫，我以為我已經擁有了我想要的一切，但實際上，我什麼都沒有」。
他將佐藤圭列為自己的榜樣之一。
他也以FC岐阜的球迷而聞名，並在自己的官方部落格和Twitter上報道比賽情況，有時不僅在比賽現場，而且在活動和採訪中也穿著複製球衣出現。2018年與該球隊合作推出「龍王裝白鳥老師鑰匙圈」，一經發售便售罄，2019年則設計出新款式的鑰匙圈和毛巾，積極與球隊合作。

## 作品列表

### 單行本作品
- （〈GA文庫〉，插圖：夏冬春秋，2008年4月—2009年1月，全3冊）
- 蒼海的少女們！（〈GA文庫〉，2009年8月—2010年3月，全3冊）
- 農林（〈GA文庫〉，插圖：切符，2011年7月—，已出版13冊）
- 龍王的工作！[18]（〈GA文庫〉，插圖：、監修：西遊棋（日语：西遊棋），2015年9月—，已出版25冊）

### 選集作品
- 我的朋友很少 Universe 2（〈MF文庫J〉，2013年2月）—包括
- 果然我的青春戀愛喜劇搞錯了。選集
  - 2. （〈GAGAGA文庫〉，2020年3月）—包括
  - 3. 結衣side（〈GAGAGA文庫〉，2020年4月）—包括

## 相關項目
- 日本小說家列表（日语：日本の小説家一覧）
- 輕小說作家列表（日语：ライトノベル作家一覧）
- 藤井浩人（日语：藤井浩人）—岐阜縣美濃加茂市市長。他在擔任市長之前就認識白鳥了[19]。
- 岐阜縣出身人物列表（日语：岐阜県出身の人物一覧）

## 腳註

## 外部連結
- （日語）—白鳥士郎的官方個人部落格（2011年8月15日—2017年2月10日）。
- 白鳥士郎的X（前Twitter） （日語）（2014年1月6日—）
- （日語）
- （日語）